# Mamadou Bamba Ndiaye (journaliste)
Pour les articles homonymes, voir Mamadou Bamba Ndiaye (écrivain), Mamadou N'Diaye, Bamba et Ndiaye.
Mamadou Bamba Ndiaye (Mouhamadou Bamba Ndiaye), né le 4 avril 1949 et mort à 71 ans le 3 juillet 2020, est un journaliste, islamologue et homme politique sénégalais. 
Il était ministre des Affaires religieuses sous la présidence de Abdoulaye Wade (2000-2012).

## Biographie
Il commence sa carrière au Maroc, comme rédacteur en chef du journal Finance News.
Mamadou Bamba Ndiaye avait dirigé le quotidien Le Messager. Après 2012, il a soutenu, le Grand Parti de Malick Gakou, puis vers 2019 le président Macky Sall.
Il meurt de la maladie à coronavirus 2019 ou du paludisme.